# ATTACK25
「ATTACK25」（アタックトゥエンティーファイブ）は、2014年8月20日に発売されたDREAMS COME TRUEの17作目のオリジナル・アルバム。発売元は DCT records。

## 概要
オリジナルアルバムとしては、前作『LOVE CENTRAL』から約3年9か月ぶりであり、それまでで最も長いインターバルを置いてのリリースとなった。そのため、収録されているシングル、通常盤での収録曲はこれまでのアルバムで最も多く、収録時間も最長となった。また特徴として、アルバムの前半に未発表曲（新作）を、後半にタイアップ曲などの既発曲を固めている。
CDは通常版と初回限定盤の2形態での発売で、初回限定盤のみDVDが付属するほか、CDにボーナス・トラックを2曲収録した、ハードカバーブックパッケージ仕様。なお当初はCD・デジタル配信とも8月13日リリース予定だったが、直前の最終段階で「どうしても確認しなければならない事柄が発生」し、その確認作業のためCDの発売が1週間延期された（デジタル配信は予定通りリリース）。
アルバムタイトルはドリカムのデビュー25周年に由来しているが、アルバムジャケットのキャラクターが「アタックマン」と「チャンスウーマン」であることや、アルバム発売時に「25年目のアタックチャンス」などと謳われたことから、クイズ番組『パネルクイズ アタック25』（ABCテレビ・テレビ朝日）にもかかっている。実際に同年8月17日放送分の同番組にドリカムの2人が出演しクイズを出題するというコラボレーションも行われた。
ゲストミュージシャンとして、カシオペアの野呂一生がギターで参加している。また、ドリカムのサポートドラマー、SATOKO（FUZZY CONTROL）の父親で、手数王の異名を持つ菅沼孝三もドラムで参加している。
『DO YOU DREAMS COME TRUE?』以来となるアルバムツアーかつ、25周年記念ツアー「AEON presents 25th Anniversary DREAMS COME TRUE CONCERT TOUR 2014 - ATTACK25 -」を開催。

## チャート成績
初登場の売り上げは前作『LOVE CENTRAL』からわずかに減少したものの、『DO YOU DREAMS COME TRUE?』以来となるオリコンチャート1位を記録。これで1990年代、2000年代、2010年代の「3年代」で1位を獲得し、女性ボーカルグループ史上初の記録を達成した。

## 収録内容

### CD
| #         | タイトル                                                                                | 作詞               | 作曲                         | 編曲               | 時間  |
| --------- | --------------------------------------------------------------------------------------- | ------------------ | ---------------------------- | ------------------ | ----- |
| 1.        | 「THE CHANCE TO ATTACK WITH MUSIC」                                                     | 吉田美和           | 中村正人・吉田美和           | 中村正人           | 2:04  |
| 2.        | 「ONE LAST DANCE,STILL IN A TRANCE」                                                    | 吉田美和           | 吉田美和・中村正人           | 中村正人           | 3:45  |
| 3.        | 「あなたにサラダ以外も」                                                                | 吉田美和           | 吉田美和                     | 中村正人           | 3:09  |
| 4.        | 「I WAS BORN READY!!」                                                                  | 吉田美和           | 中村正人                     | 中村正人           | 3:44  |
| 5.        | 「MONKEY GIRL -懺鉄拳-(懺鉄拳の懺は懺悔の懺)」                                          | 吉田美和           | 吉田美和                     | 中村正人           | 3:40  |
| 6.        | 「軌跡と奇跡」                                                                          | 吉田美和           | 中村正人                     | 中村正人           | 4:29  |
| 7.        | 「FALL FALLS」                                                                          | 吉田美和           | 中村正人                     | 中村正人           | 5:03  |
| 8.        | 「MORE LIKE LAUGHABLE」                                                                 | 吉田美和           | 吉田美和・中村正人           | 中村正人           | 3:59  |
| 9.        | 「さぁ鐘を鳴らせ」(50thシングル)                                                        | 吉田美和           | 中村正人・吉田美和           | 中村正人・吉田美和 | 5:08  |
| 10.       | 「愛して笑ってうれしくて涙して」(配信限定シングル)                                      | 吉田美和           | 中村正人                     | 中村正人           | 4:20  |
| 11.       | 「想像を超える明日へ -Album Version-」(49thシングル「MY TIME TO SHINE」C/W)             | 吉田美和           | 中村正人、吉田美和           | 中村正人           | 4:40  |
| 12.       | 「MADE OF GOLD -featuring DABADA-」(50thシングル)                                       | 吉田美和・八木正生 | 中村正人・吉田美和・八木正生 | 中村正人・吉田美和 | 3:47  |
| 13.       | 「この街で」(51stシングル。DCTSTORE、UNIVERSAL MUSIC STORE、ライヴ会場のみの限定販売。) | 吉田美和           | 中村正人、吉田美和           | 中村正人           | 4:37  |
| 14.       | 「MY TIME TO SHINE」(49thシングル)                                                      | 吉田美和           | 中村正人                     | 中村正人           | 4:27  |
| 15.       | 「愛がたどりつく場所」(49thシングル「MY TIME TO SHINE」C/W)                             | 吉田美和           | 吉田美和、中村正人           | 中村正人           | 4:55  |
| 16.       | 「AGAIN -Album Version-」(52ndシングル)                                                 | 吉田美和           | 中村正人・吉田美和           | 中村正人           | 4:48  |
| 合計時間: | 合計時間:                                                                               | 合計時間:          | 合計時間:                    | 合計時間:          | 66:35 |

| #         | タイトル                                     | 作詞      | 作曲      | 編曲                   | 時間  |
| --------- | -------------------------------------------- | --------- | --------- | ---------------------- | ----- |
| 17.       | 「HAPPY HAPPY BIRTHDAY - 2014 Party Mix -」  | 吉田美和  | 吉田美和  | 中村正人               | 3:54  |
| 18.       | 「HAPPY HAPPY BIRTHDAY - 25th Anniv. Mix -」 | 吉田美和  | 吉田美和  | CMJK(補編曲：中村正人) | 3:10  |
| 合計時間: | 合計時間:                                    | 合計時間: | 合計時間: | 合計時間:              | 73:48 |

#### 楽曲解説
- THE CHANCE TO ATTACK WITH MUSIC
曲には、前作『LOVE CENTRAL』収録曲の「THE ONE」の一部のフレーズと本作の「AGAIN」のアウトロのメロディーが使われている。
- あなたにサラダ以外も
1991年に発売されたアルバム『MILLION KISSES』に収録されている「あなたにサラダ」の続編。
- MONKEY GIRL -懺鉄拳-(懺鉄拳の懺は懺悔の懺)
『DELICIOUS』に収録されている「沈没船のモンキーガール」から始まる「MONKEY GIRL」シリーズの続編。
- 想像を超える明日へ - Album Version -
シングルではフェードアウトされたアウトロが、Album Versionではギターによるカットアウトに変更された。
- 愛がたどりつく場所
中村曰く「新しい『うれしい!たのしい!大好き!』」。Albumではシングルよりもフェードアウトまでのアウトロの時間が長い。
- AGAIN - Album Version -
アルバム制作当初からラストに入れることを決めていた曲。Album Versionではライブの歓声が前奏、後奏にサンプリングされている。

### DVD
「"THE CHANCE TO ATTACK WITH MUSIC"」と題した架空のテレビ番組という設定で、中村に"酷似した"「アタックマン」と吉田に"酷似した"「チャンスウーマン」が登場し、さまざまなレアコンテンツを紹介している。中村がMCを担当している「LIVE MONSTER」の制作チームが全面協力。
| #  | タイトル                                                | 作詞 | 作曲・編曲 |
| -- | ------------------------------------------------------- | ---- | ---------- |
| 1. | 「アルバムビデオセルフライナーノーツ＠NY」              |      |            |
| 2. | 「「ATTACK25」アルバムジャケット撮影 メイキング映像」   |      |            |
| 3. | 「「さぁ鐘を鳴らせ」ミュージックビデオ メイキング映像」 |      |            |
| 4. | 「ちょっとなつかしの映像集」                            |      |            |

## 参加アーティスト/エンジニア
DREAMS COME TRUE
MIWA YOSHIDA
Vocal, Backing Vocals, Vocal & Backing Vocal Arrangement / Tom-Tom (#3) / Additional Acoustic Piano & Cymbal(#5) / Whistle(#10) / Hand Clap(#11, 15) 
MASATO NAKAMURA
Electric Bass (#3, 5, 7, 8, 11, 12, 14, 16) / Synth. Bass (#1, 2, 4, 6, 9, 13, 15) / Acoustic Bass (#10) / Backing Vocal (#1-3, 6, 9, 11-15, 17, 18) / Wind Chime (#10, 11) / Tambourine(#10) / Hand Clap(#11, 15) / All Instruments Performance by MIDI System 
MUSICIANS
JUON (FUZZY CONTROL) : Electric Guitar (#2-5, 9, 11-16) / Acoustic Guitar (#10, 13) / Backing Vocal (#3, 5, 9, 11, 15, 17, 18) / Hand Clap (#11, 15)
SATOKO (FUZZY CONTROL) : Drums (#11) / Cymbals (#13, 16) / Snare(#13) / Backing Vocal(#3, 5, 10, 11, 15) /Hand Clap(#11, 15)
JOE(FUZZY CONTROL) : Conga(#10, 11) / Tambourine(#10, 11) / Electric Bass(#13) / Backing Vocal(#3, 5, 10, 11, 15) / Hand Clap(#11, 15)
菅沼孝三 : Drums (#3, 6) / Djembe (#5) / Percussion, Claves, Shaker & Triangle (#7)
野呂一生 : Electric Guitar (#6, 7)
DAVID T. WALKER : Electric Guitar (#8)
大谷幸 : Acoustic Piano (#9-11, 13-16)
GREG ADAMS : Trumpet & Brass Arrangement (#2-4, 6, 8) / Flugelhorn(#7)
LEE THORNBURG : Trumpet(#2-4, 6, 8) / Piccolo Trumpet(#3) / Flugelhorn(#7)
佐々木史郎 : Trumpet (#10, 11, 13-15) / Cornet(#10)
GREG VAIL : Tenor Saxophone (#2, 3, 6, 8) / Baritone Saxophone(#2-4, 6-8) / Flute(#7)
BRANDON FIELDS : Alto Saxophone(#2, 6-8) / Tenor Saxophone(#3, 4) / Flute(#7)
勝田一樹(DIMENSION) : Tenor Saxophone(#10, 13-15) / Alto Saxophone(#11)
本間将人 : Alto Saxophone & Brass Arrangement (#13-15)
吉田治 : Baritone Saxophone (#11)
ERIC MARIENTHAL (Peak Records)：Alto Saxophone (#2)
NICK LANE : Trombone (#2-8)
五十嵐誠 : Trombone (#10, 11, 14) / Brass Arrangement(#10, 11)
河合わかば : Trombone (#15)
鹿討奏 : Trombone (#13, 16)
yatch(Who the Bitch) : Drums (#10)
ehi, Nao★(Who the Bitch) : Backing Vocals (#10)
浦嶋りんこ : Backing Vocal(#3, 5)
ED TUTON : Backing Vocal (#13)
Produced by DREAMS COME TRUE
Recorded by
岡村弦 at STARCHILD STUDIO/TOKYO (all tracks)
林可奈子 at STARCHILD STUDIO/TOKYO (#3, 5, 11, 14)
CARMEN GRILLO at BIG SURPRISE MUSIC STUDIO/LOS ANGELES(#2-8)
宮原弘貴 at STARCHILD STUDIO/TOKYO (#17, 18)
Mixed by
ED TUTON at STARCHIRD STUDIO/TOKYO(#9-16), JUNGLE CITY STUDIOS/NEW YORK(#1-8)
Remixed(#17, 18) by
CMJK at SHEEP STUDIO/TOKYO
Assistant Engineer
JEREMY CIMINO at JUNGLE STUDIOS/NEW YORK
Technical Assistance
TAKASHI SASAKI at STARCHILD STUDIO/TOKYO
Mastered by
CHRIS GEHRINGER at STERLING SOUND/NEW YORK
Assistant Engineer
WILL QUINNELL at STERLING SOUND/NEW YORK

## AEON presents 25th Anniversary DREAMS COME TRUE CONCERT TOUR 2014 - ATTACK25 -
『AEON presents 25th Anniversary DREAMS COME TRUE CONCERT TOUR 2014 - ATTACK25 -』（トゥエンティ―・フィフス アニバーサリー ドリームズ・カム・トゥルー コンサートツアー 2014 －アタックトゥエンティファイブ－）は、DREAMS COME TRUEが2014年に夏から冬にかけて行ったアリーナツアー。

### 概要
- 2014年にデビュー25周年を迎え、アルバム『ATTACK25』を引っ提げて行われた。
- アルバム『ATTACK25』の収録曲に加え、デビュー25周年にちなみ、25年前にリリースされたアルバム『DREAMS COME TRUE』の収録曲も数多く披露された。[4]
- ステージは80mの超ロング・センターステージとなり、25年に渡る、歌いまくり踊りまくる「ドリカム的」ライブの集大成となっている。[4]
- ツアー最終日である12月31日の広島グリーンアリーナ公演は、それまでの公演よりも開演時間を遅らし、カウントダウンライブとして開催している。

### プロモーション
- 2014.01.28 | 「AEON presents 25th Anniversary DREAMS COME TRUE CONCERT TOUR 2014 - ATTACK25 -」の開催を発表。[5]

- 2014.03.21 | 「ドリカムの夕べ IN 沖縄」の開催を発表。[6]
- 2014.06.20 | ATTACKMANおよびCHANCEWOMANの正体が特設サイトにて明かされた。[7]
- 2014.06.21 | ATTACKMAN & CHANCEWOMANのTwitterがスタートした。[8]
- 2014.07.10 | AEON 上場40周年×DREAMS COME TRUE 25周年「DREAMS COME TRUE ツアーご招待 キャンペーン」がスタートした。[9]
- 2014.07.21 | 「AEON presents 25th Anniversary DREAMS COME TRUE CONCERT TOUR 2014 - ATTACK25 -」の参加ミュージシャンが発表された。[10]
- 2014.08.01 | 「AEON presents 25th Anniversary DREAMS COME TRUE CONCERT TOUR 2014 - ATTACK25 -」のツアーグッズが発表された。[11]
- 2014.08.18 | アルバム『ATTACK25』のライブ会場購入者限定特典が発表された。[12]
- 2014.08.23 | 「25th Anniversary DREAMS COME TRUE CONCERT TOUR 2014 - ATTACK25 -」が、2016年春にスカパー！にてオンエアされることが発表された。[13]

### スケジュール
| 公演日 | 曜日 | 都道府県 | 会場                                    | 開場/開演   |
| ------ | ---- | -------- | --------------------------------------- | ----------- |
| 08/23  | 土   | 埼玉県   | さいたまスーパーアリーナ                | 15:30/17:00 |
| 08/24  | 日   | 埼玉県   | さいたまスーパーアリーナ                | 15:30/17:00 |
| 08/30  | 土   | 宮城県   | 宮城・セキスイハイムスーパーアリーナ    | 15:30/17:00 |
| 08/31  | 日   | 宮城県   | 宮城・セキスイハイムスーパーアリーナ    | 15:30/17:00 |
| 09/06  | 土   | 福井県   | サンドーム福井                          | 15:30/17:00 |
| 09/07  | 日   | 福井県   | サンドーム福井                          | 15:30/17:00 |
| 09/20  | 土   | 大阪府   | 大阪城ホール                            | 15:30/17:00 |
| 09/21  | 日   | 大阪府   | 大阪城ホール                            | 15:30/17:00 |
| 09/27  | 土   | 新潟県   | 朱鷺メッセ・新潟コンベンションセンター  | 15:30/17:00 |
| 09/28  | 日   | 新潟県   | 朱鷺メッセ・新潟コンベンションセンター  | 15:30/17:00 |
| 10/04  | 土   | 東京都   | 国立代々木競技場 第一体育館             | 15:30/17:00 |
| 10/05  | 日   | 東京都   | 国立代々木競技場 第一体育館             | 15:30/17:00 |
| 10/18  | 土   | 静岡県   | 静岡エコパアリーナ                      | 15:30/17:00 |
| 10/19  | 日   | 静岡県   | 静岡エコパアリーナ                      | 15:30/17:00 |
| 10/25  | 土   | 北海道   | 北海道立総合体育センター 北海きたえーる | 15:30/17:00 |
| 10/26  | 日   | 北海道   | 北海道立総合体育センター 北海きたえーる | 15:30/17:00 |
| 11/01  | 土   | 愛媛県   | 愛媛県武道館                            | 15:30/17:00 |
| 11/02  | 日   | 愛媛県   | 愛媛県武道館                            | 15:30/17:00 |
| 11/08  | 土   | 福岡県   | マリンメッセ福岡                        | 15:30/17:00 |
| 11/09  | 日   | 福岡県   | マリンメッセ福岡                        | 15:30/17:00 |
| 11/19  | 水   | 大阪府   | 大阪城ホール                            | 17:00/18:30 |
| 11/20  | 木   | 大阪府   | 大阪城ホール                            | 17:00/18:30 |
| 11/29  | 土   | 愛知県   | 日本ガイシホール                        | 15:30/17:00 |
| 11/30  | 日   | 愛知県   | 日本ガイシホール                        | 15:30/17:00 |
| 12/06  | 土   | 福岡県   | マリンメッセ福岡                        | 15:30/17:00 |
| 12/07  | 日   | 福岡県   | マリンメッセ福岡                        | 15:30/17:00 |
| 12/13  | 土   | 愛知県   | 日本ガイシホール                        | 15:30/17:00 |
| 12/14  | 日   | 愛知県   | 日本ガイシホール                        | 15:30/17:00 |
| 12/20  | 土   | 神奈川県 | 横浜アリーナ                            | 15:30/17:00 |
| 12/21  | 日   | 神奈川県 | 横浜アリーナ                            | 15:30/17:00 |
| 12/30  | 火   | 広島県   | 広島グリーンアリーナ                    | 15:30/17:00 |
| 12/31  | 水   | 広島県   | 広島グリーンアリーナ                    | 19:30/21:00 |

### セットリスト
| #   | タイトル                                                                               | 作詞 | 作曲・編曲 |
| --- | -------------------------------------------------------------------------------------- | ---- | ---------- |
| 1.  | 「OPEN SESAME」                                                                        |      |            |
| 2.  | 「APPROACH」                                                                           |      |            |
| 3.  | 「IT'S TOO LATE / カ・タ・ガ・キ / エメラルドの弱み」                                  |      |            |
| 4.  | 「MADE OF GOLD －featuring DABADA－」                                                  |      |            |
| 5.  | 「愛して笑ってうれしくて涙して」                                                       |      |            |
| 6.  | 「この街で」                                                                           |      |            |
| 7.  | 「それでも恋は永遠」                                                                   |      |            |
| 8.  | 「あなたに会いたくて」                                                                 |      |            |
| 9.  | 「悲しいKiss」                                                                         |      |            |
| 10. | 「THE CHANCE TO ATTACK WITH MUSIC」                                                    |      |            |
| 11. | 「ONE LAST DANCE, STILL IN A TRANCE」                                                  |      |            |
| 12. | 「I WAS BORN READY!!」                                                                 |      |            |
| 13. | 「軌跡と奇跡」                                                                         |      |            |
| 14. | 「MORE LIKE LAUGHABLE」                                                                |      |            |
| 15. | 「あなたにサラダ以外も」                                                               |      |            |
| 16. | 「MONKEY GIRL －懺鉄拳－（懺鉄拳の懺は懺悔の懺）」                                     |      |            |
| 17. | 「FALL FALLS」                                                                         |      |            |
| 18. | 「愛がたどりつく場所」                                                                 |      |            |
| 19. | 「想像を超える明日へ」                                                                 |      |            |
| 20. | 「MY TIME TO SHINE」                                                                   |      |            |
| 21. | 「さぁ鐘を鳴らせ」                                                                     |      |            |
| 22. | 「AGAIN」                                                                              |      |            |
| 23. | 「ハイッ! ハイッ! ハイッ! ハイッ! ～ 恋の罠しかけましょ ～FUNK THE PEANUTSのテーマ～」 |      |            |
| 24. | 「サンキュ.」                                                                          |      |            |
| 25. | 「HAPPYYAPPY BIRTHDAY - 25th Anniv. Mix -」                                            |      |            |